# Kvarteret Sländan

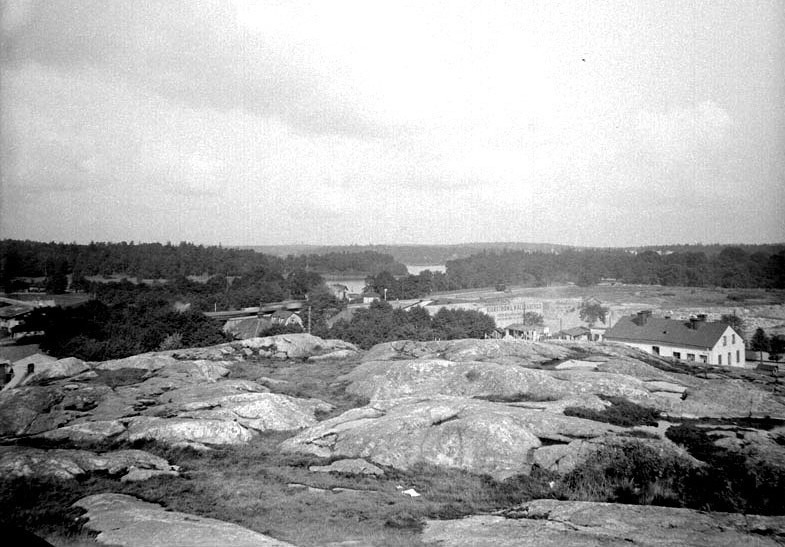
Utsikt mot Norrtull och Hagaparken med Brunnsviken, 1913. Nedanför berget syns Norrtullsgatan och byggnaden som innehöll C.J. Walls sågeri.

Kvarteret Sländan ligger vid Norrtull på Norrmalm i Vasastaden i Stockholm. Kvarteret begränsas av Norra Stationsgatan i norr, Norrtullsgatan i öster, Ynglingagatan i söder och Dannemoragatan i väster. Kvarteret består idag av 10 fastigheter: Sländan 2, 4, 5, 7, 8, 9, 11, 12, 13 och 14. Väster om kvarteret ligger Sankt Eriksparken.

## Historik
Sländan ligger precis vid den historiska norra infarten till Stockholm, Norrtull, och de två tullstugorna står fortfarande kvar. Kvarteret var ursprungligen en del av det större kvarteret Rundelen. Bakgrunden till detta namn är inte säker. På Petrus Tillaeus karta över Stockholm från 1733 kallas platsen där Sländan ligger idag för quarter 123 Rundelen, detta ligger bredvid områden som kalls Lampas egor och Bongs egor. Det första syftar på Johan Lampa (1671-1748), som då ägde större delen av det som idag är Norra Stationsområdet och där han hade sin malmgård, det andra syftar på bryggaren Göran Bong. Kvartersnamnet Rundelen finns även med på en karta från 1855. Kvarteret fick sin utformning i och med Lindhagenplanen som omfattade Vasastan 1876. I samband med denna fick dessutom flera av de nya kvarteren namn efter insekter såsom sländan, getingen, fjärilen och bromsen.
I kvarteret fanns under 1700-talet troligen malmgårdar, vilket man kan se på Tillaeus karta, där även vissa trädgårdsstrukturer framträder. Under senare delen av 1800-talet är platsen främst använd för olika industriella verksamheter, bland dem C.J. Walls sågeri och trävaruaktiebolag samt ett flertal verksamma inom stenhuggeri och gravvårdar beroende på närheten till Norra begravningsplatsen. Dagens bebyggelse uppfördes främst under 1910-talet samt under 1930-talet.

### Fondparti mot Norrtull
Under det tidiga 1910-talet diskuterades hur den norra infartsvägen till Stockholm skulle se ut. Vägen till Uppsala gick mellan tullstugorna vid Norrtull, och Stockholms stad ville att platsen skulle utvecklas till en värdig entré för staden.
I oktober 1914 fastslog Kungl. Maj:t att den tidigare fastigheten Sländan 3 skulle delas i tre delar, till de nuvarande Sländan 7, 8 och 9. Dessutom bestämda man att "...för erhållande af en enhetlig och tilltalande gatubild från norra infartsvägen till hufvudstaden upprättade förslaget till bebyggande af kvarteret Sländan. K. m:t har därvid föreskrifvit, att de nybildade tomterna skola bebyggas på så sätt, att byggnaderna å desamma mot Solnavägen (dagens Norra Stationsgatan) få enhetlig arkitektur."

Kvarteret genom tiden
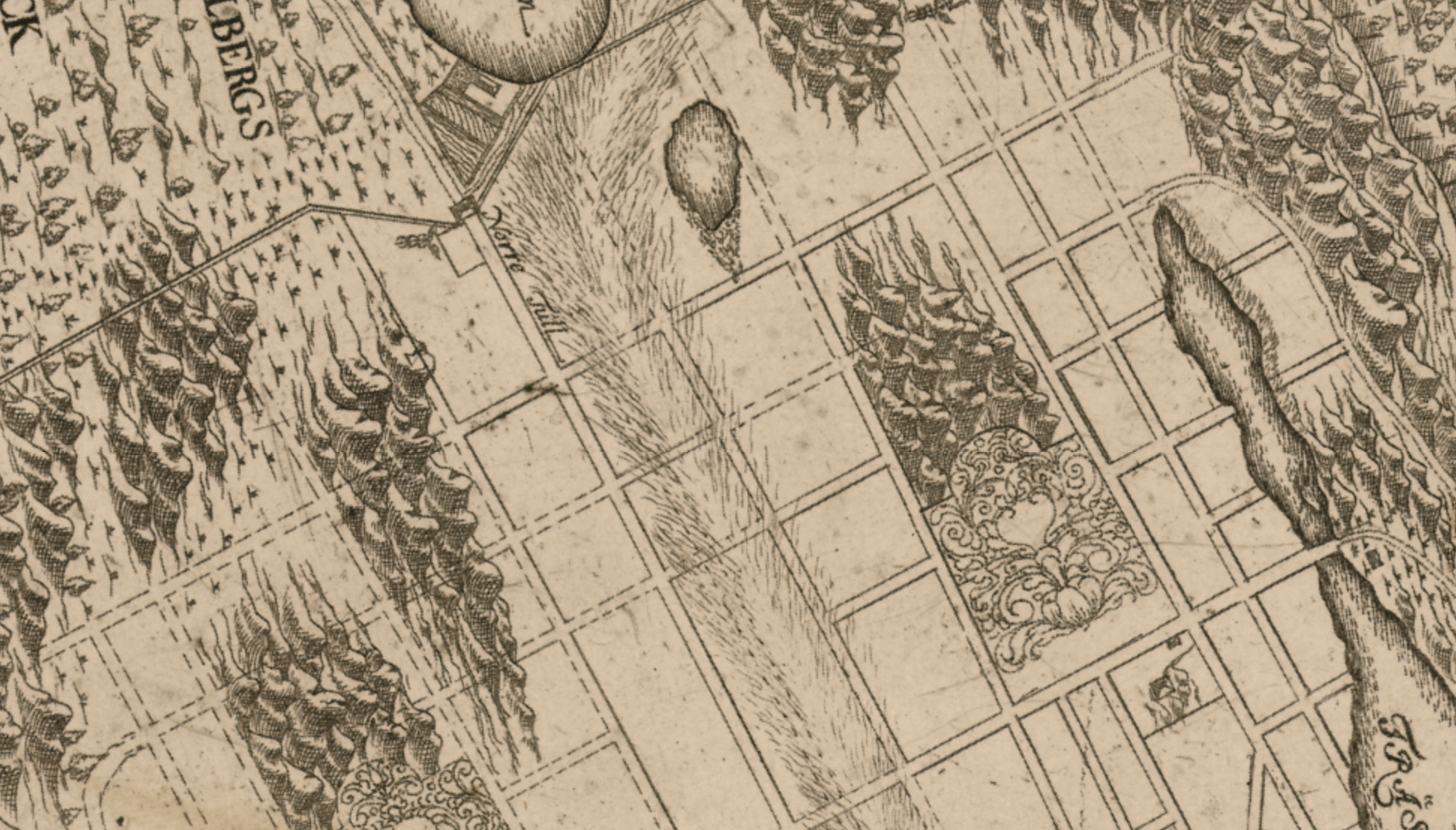
1702
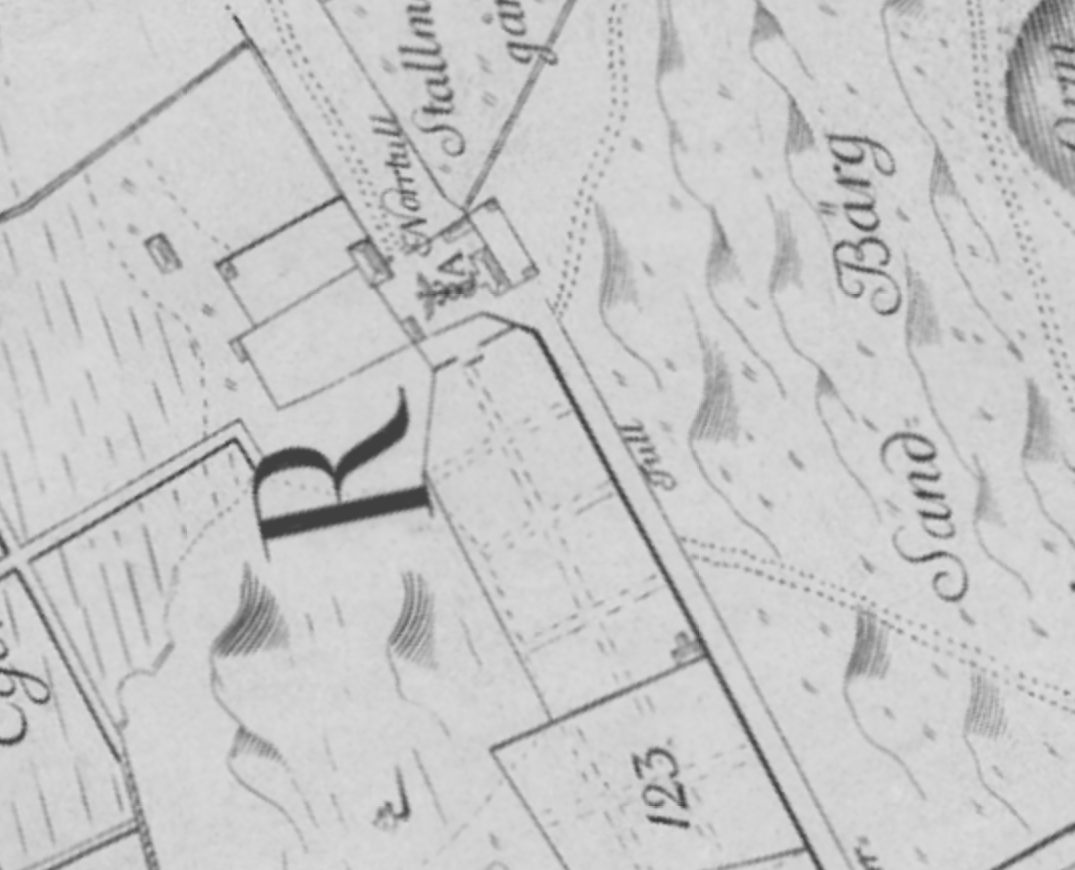
1733, markerat med nummer 123 som står för Rundelen
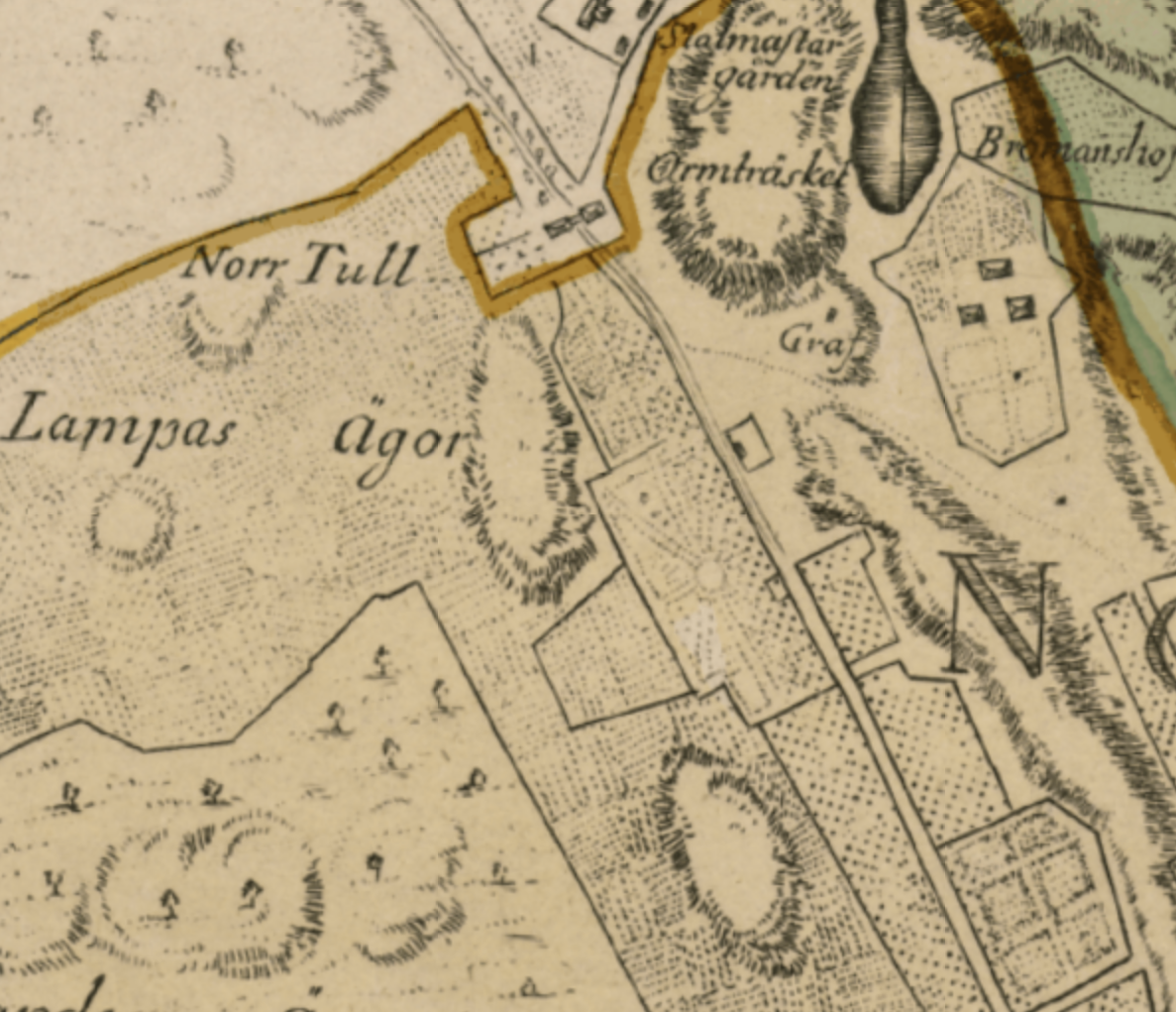
1751
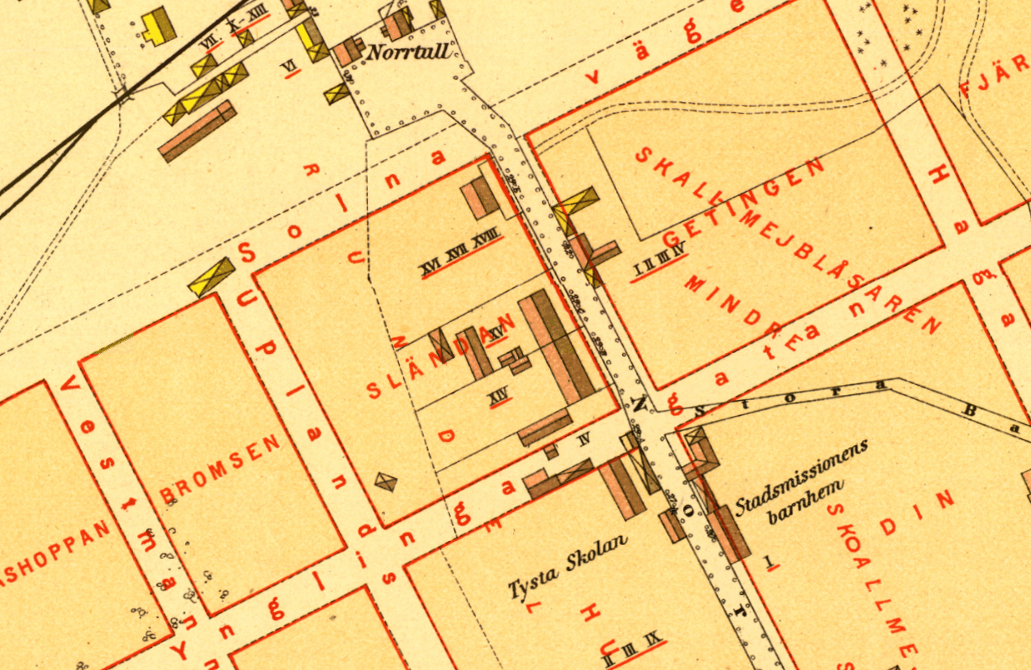
1885
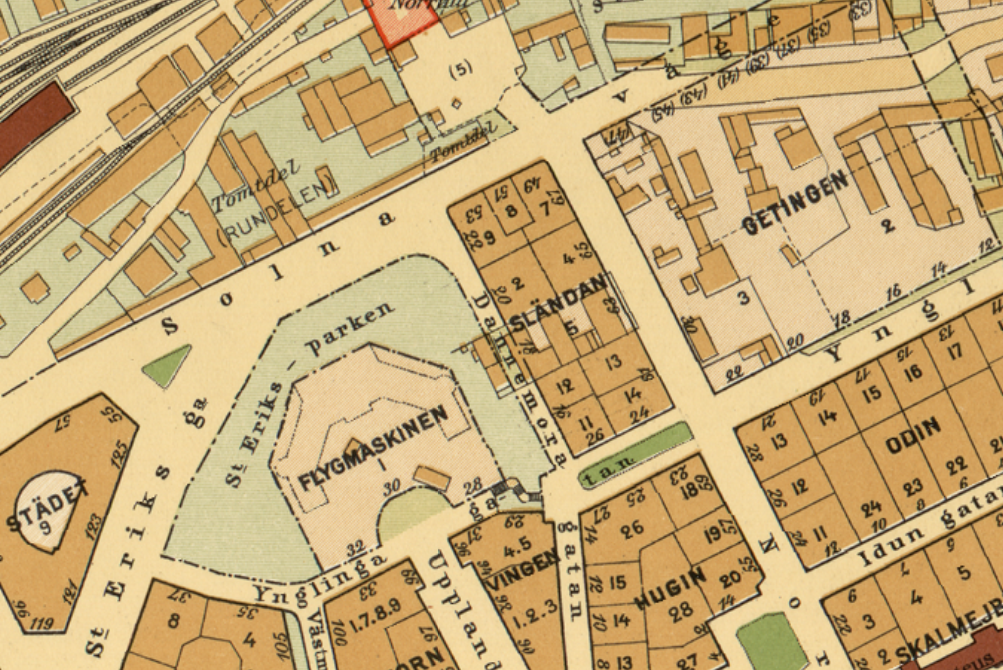
1930
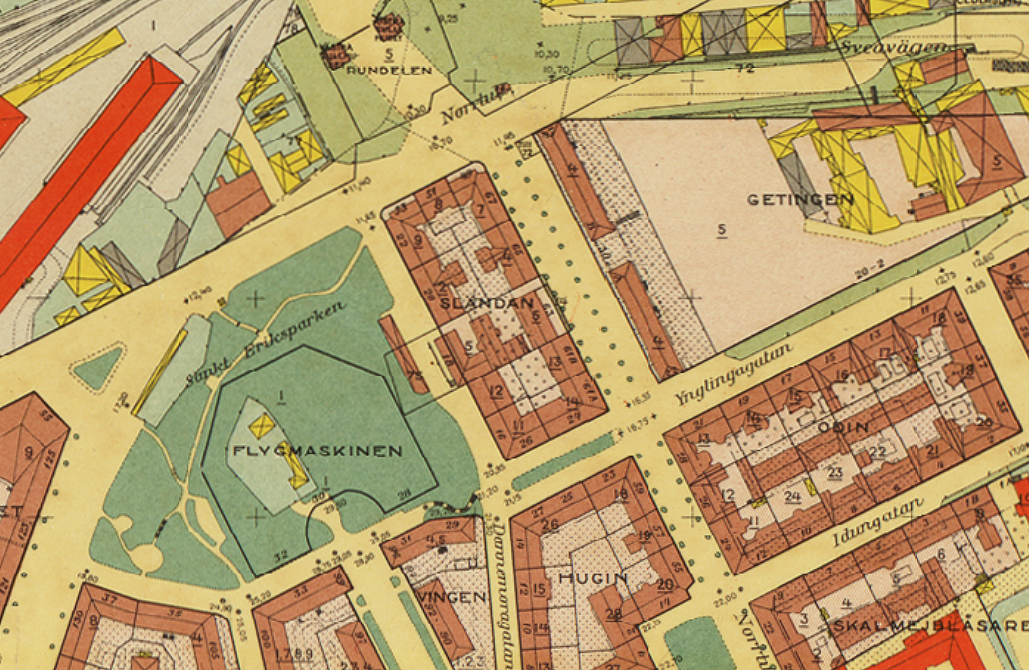
1940
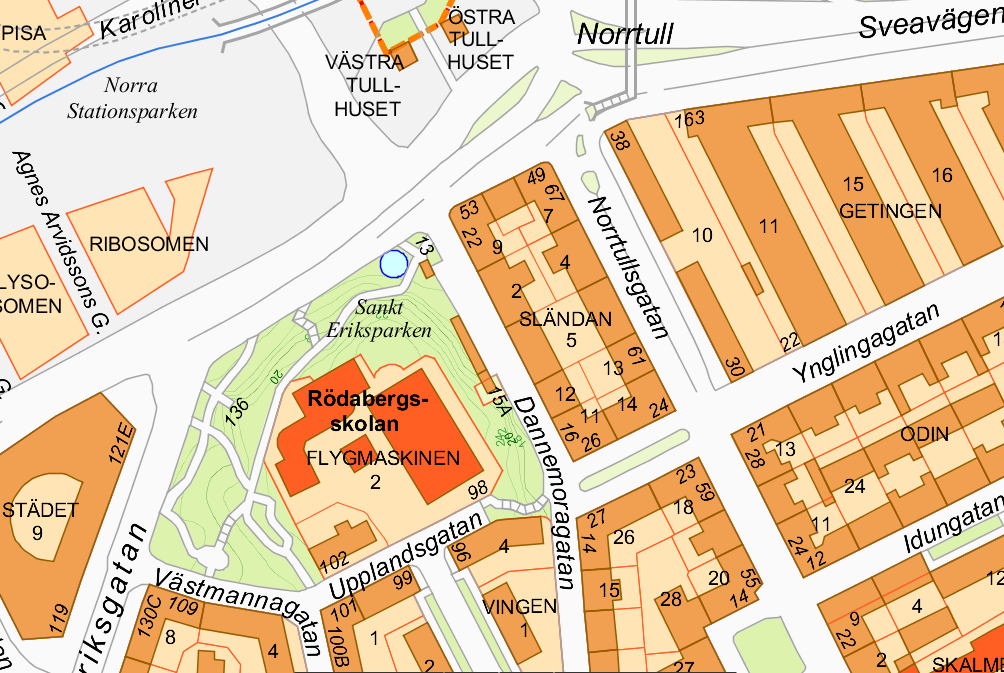
2016

## Byggnader i kvarteret
- Sländan 2: Dannemoragatan 20
- Sländan 4: Norrtullsgatan 65
- Sländan 5: Dannemoragatan 18 och Norrtullsgatan 63
- Sländan 7: Norrtullsgatan 67
- Sländan 8: Norra Stationsgatan 51
- Sländan 9: Norra Stationsgatan 53 och Dannemoragatan 22
- Sländan 11: Ynglingagatan 26
- Sländan 12: Dannemoragatan 16